# Reinier Beeuwkes
Reinier Beeuwkes (Haia, 17 de fevereiro de 1884 - 1 de abril de 1963) foi um futebolista neerlandês, medalhista olímpico.
Reinier Beeuwkes competiu nos Jogos Olímpicos de Verão de 1908 em Londres. Ele ganhou a medalha de bronze.